# My Horrible Year!
My Horrible Year! é um telefilme estadunidense de 2001 dirigido por Eric Stoltz, estrelado por Allison Mack, Caterina Scorsone e Dan Petronijevic, com participação do lutador profissional Bret Hart. Suas filmagens ocorreram em Toronto, no Canadá.
Foi indicado ao Prêmio Emmy e a outros prêmios.

## Enredo
Após completar quinze anos, Nik (Allison Mack) vê o seu tio favorito falecer, e sente o mundo à sua volta desmoronar, a ponto de pensar em suicídio. A jovem garota, além de lidar com os problemas escolares típicos, bullying, tédio, alterações hormonais e no corpo, incesto e trabalho como babá, ela flagra uma conversa entre seu pai e sua tia viúva que a faz imaginar que ambos estão tendo um romance - o que aumenta seu nível de tensão, imaginando que os pais irão se divorciar no dia de seu décimo-sexto aniversário. Com ajuda de dois amigos esquisitos - Mouse e Babyface - ela tenta salvar o casamento dos pais, ao tempo em que enfrenta uma terrível espinha no rosto.